# Marina Kaye
Marina Dalmas, más conocida como Marina Kaye (Marsella; 9 de febrero de 1998), es una cantante y compositora francesa. Famosa por su hit "Homeless", disponible en el EP Homeless en 2014 y el álbum Fearless en 2015.

## Carrera
El 14 de diciembre de 2011, ganó la sexta edición del espectáculo de talento francés  La France a un incroyable talent, la versión francesa de la serie de Got Talent cuando tenía solo 13 años. Cantó "Rolling in the deep" y "Set Fire to the Rain" de Adele y "Firework" de Katy Perry. Ganó 100.000 euros.
En 2012, participa en la comedia musical francesa Adam et Ève: La Seconde Chance (mis en scène por Pascal Obispo). También liberó los materiales en línea en preparación para su álbum de debut y fue telonera para Thirty Seconds to Mars en Palais des Festivales de Cannes y para Florent Pagny en el tour Vieillir Ensemble y en 2014 a Lindsey Stirling en su concierto en Francia. Ella también apareció en Juste pour rire festival en Montreal.
El 18 de mayo de 2015, fue lanzado el álbum Fearless el cual fue grabado en Londres y Nueva York.

## Discografía

### Álbumes
| Año  | Álbum    | Posiciones de cumbre | Posiciones de cumbre | Posiciones de cumbre | Certificación |
| Año  | Álbum    | FR                   | BELIO (Wa )          | SUI                  | Certificación |
| ---- | -------- | -------------------- | -------------------- | -------------------- | ------------- |
| 2015 | Fearless | 3                    | 23                   | 25                   |               |

### EP
- 2014: Homeless EP

### Singles
| Año  | Canción    | Posiciones de cumbre | Posiciones de cumbre | Posiciones de cumbre | Certificación                                      | Álbum / EP |
| Año  | Canción    | FR                   | BELIO (Wa )          | SUI                  | Certificación                                      | Álbum / EP |
| ---- | ---------- | -------------------- | -------------------- | -------------------- | -------------------------------------------------- | ---------- |
| 2015 | "Homeless" | 1                    | 1                    | 39                   | Homeless EP Más tarde también en el álbum Fearless |            |

Otro charting canciones
| Año  | Álbum                | Posiciones de cumbre | Álbum / EP |
| Año  | Álbum                | FR                   | Álbum / EP |
| ---- | -------------------- | -------------------- | ---------- |
| 2015 | "Freeze You Out"     | 69                   | Fearless   |
| 2015 | "Sounds Like Heaven" | 134                  | Fearless   |
| 2015 | "Live Before I Die"  | 185                  | Fearless   |